# I Love Her
I Love Her è un brano musicale R&B di Marques Houston, estratto come primo singolo dall'album Mr. Houston. Il singolo è stato distribuito il 23 giugno 2009 dalla Universal Records.

## Classifiche
| Classifica (2009)      | Posizione più alta |
| ---------------------- | ------------------ |
| U.S. Billboard Hot 100 | 85                 |